# محمد حسام سليمان
محمد حسام سليمان (مواليد 21 أكتوبر 1988) لاعب كرة قدم تونسي يلعب كمدافع في شبيبة القيروان.
لعب سابقاً في أندية النجم الساحلي والترجي الجرجيسي والإتحاد المنستيري والنجم المتلوي ونادي هجر ونادي أبها ونادي الكوكب.

## روابط خارجية
- محمد حسام سليمان على موقع قاعدة بيانات كرة القدم.إي يو (الإنجليزية)
- محمد حسام سليمان على موقع Soccerway.com (الإنجليزية)